# Język ndamba
Język ndamba – język z rodziny bantu, używany w Tanzanii. W roku 1971 liczba władających tym językiem wynosiła około 19 tysięcy osób.